# Deutschfreiheitlichkeit
Deutschfreiheitlichkeit war eine politische Strömung in Österreich in der Zeit vom Ende des 19. Jahrhunderts bis zum Ersten Weltkrieg. Wichtigstes Ziel dieser bürgerlichen Bewegung war die Vereinigung der ehemals zum Heiligen Römischen Reich bzw. zum Deutschen Bund gehörenden Teile Österreichs mit dem Deutschen Reich (siehe auch Deutschösterreich).

## Geschichte
Die Deutschfreiheitlichen waren zunächst überwiegend in der Deutschliberalen Partei organisiert, aus der nach ihrem Niedergang 1879 verschiedene deutschnationale, deutschfreiheitliche und „altliberale“ Parteien und Organisationen entstanden. Bis zur Gründung deutschfreiheitlicher Parteien vergingen zunächst einige Jahre (siehe auch: Deutschfreiheitliche Partei). Der 1880 gegründete Deutsche Schulverein (DSchV) wurde daher zum Sammelbecken vor allem deutschfreiheitlicher, aber auch deutschnationaler Kreise.
Die Deutschfreiheitlichen gingen schließlich in der Großdeutschen Volkspartei und nach 1945 in der Freiheitlichen Partei Österreichs (FPÖ) und der Südtiroler Volkspartei (SVP) auf.

## Bedeutende Vertreter
- Josef Tschan (1844–1908), Abgeordneter im Böhmischen Landtag und im Wiener Reichsrat
- Julius Perathoner (1849–1926), Bürgermeister von Bozen 1895–1922
- Eduard Reut-Nicolussi (1888–1958), Völkerrechtler und Südtiroler Politiker
- Fritz Ranzi (1909–1977), Historiker